# Raoul Hunter
Pour les articles homonymes, voir Hunter.

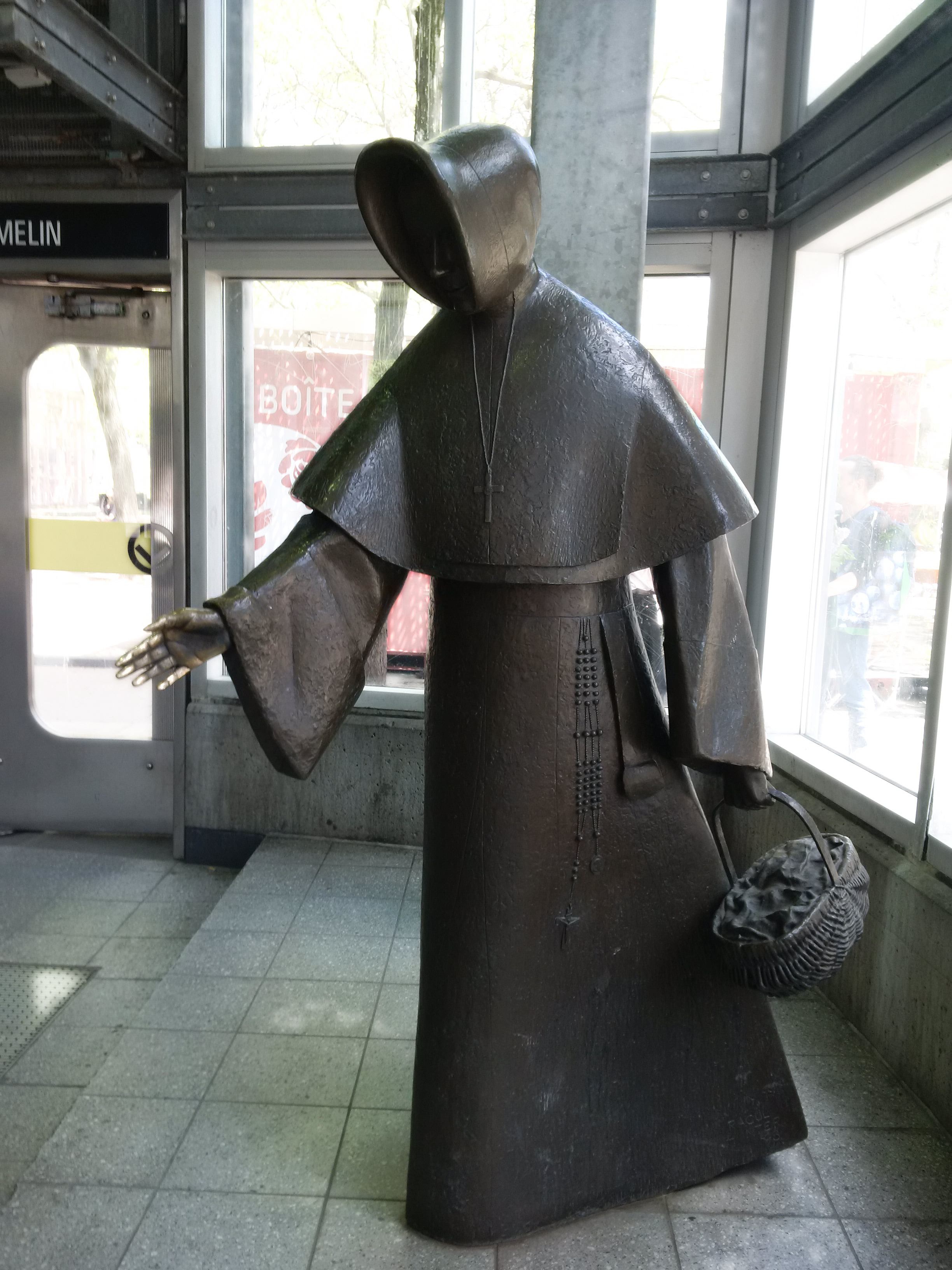
Mère Émilie Gamelin (1999, station de métro Berri-UQAM, Montréal).

Raoul Hunter (Saint-Cyrille-de-Lessard, comté de L'Islet, Québec, 18 juin 1926 - Québec, 10 décembre 2018) est un caricaturiste et sculpteur canadien.

## Biographie
Raoul Hunter a étudié à l'École des beaux-arts de Québec et à l'École nationale supérieure des beaux-arts de Paris.
Il est professeur à l'École des beaux-arts de Québec entre 1955 et 1969 et est chargé d'enseignement à l'École des arts visuels de l'Université Laval de 1978 à 1981.
Il est caricaturiste pour le journal Le Soleil de Québec de 1956 à 1989 puis il se consacre à la sculpture.
Raoul Hunter est décédé le 10 décembre 2018 à Québec.

### Famille
Il a eu cinq enfants avec son épouse Thérèse Amyot : Paul, Denis, Lise, Danielle et Caroline. Son fils Paul Hunter est peintre et fait carrière à New-York aux États-Unis.

## Œuvres
- "Hommage reconnaissant à nos mères fondatrices de l’Hôtel-Dieu de Québec", Monastère des Augustines‑de-l’Hôtel‑Dieu‑de‑Québec, 1989
- Mère Émilie Gamelin, 1999, dans le métro de Montréal à la station Berri-UQAM[7],[8].

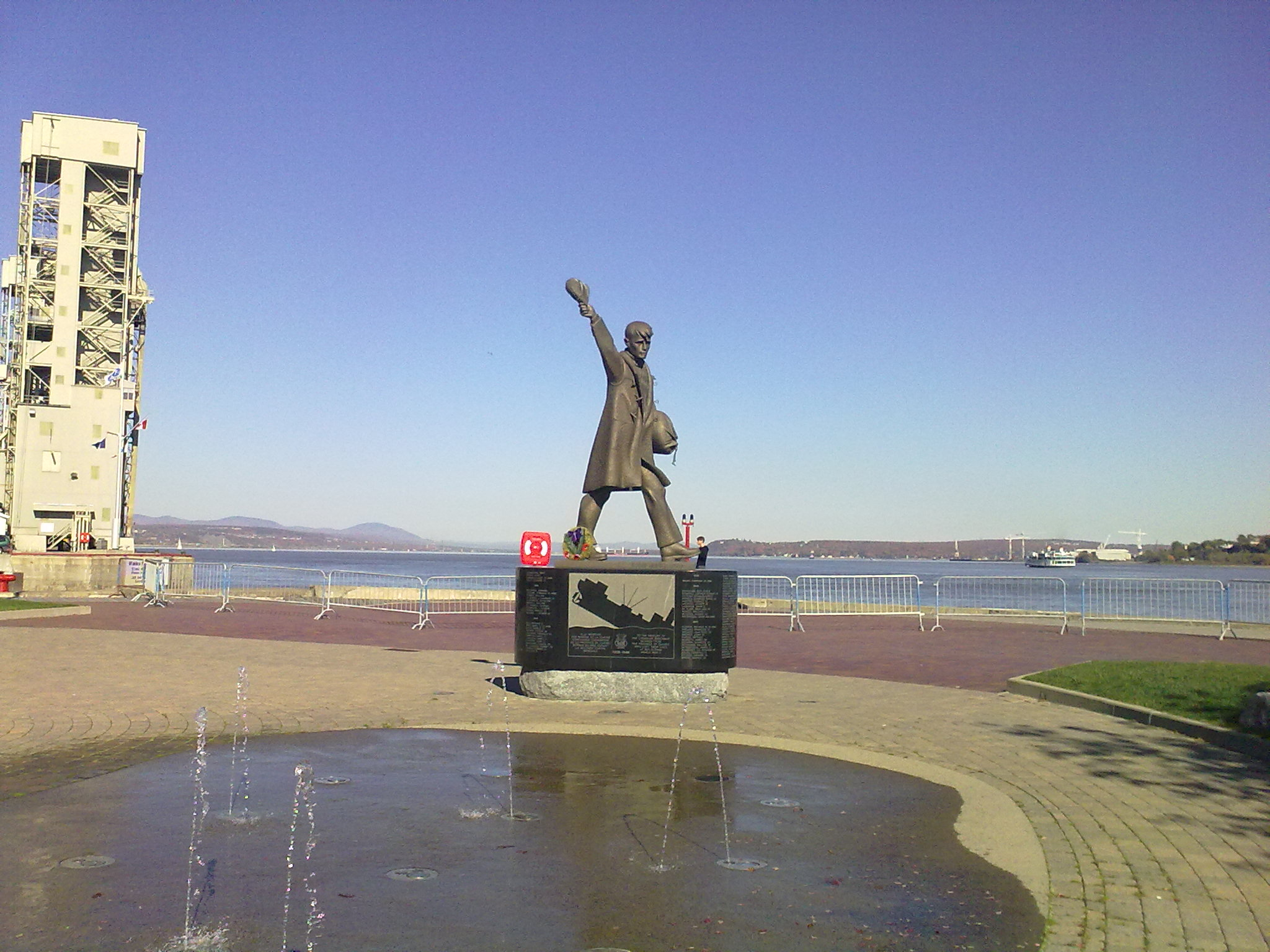
Monument à la mémoire des marins de la marine marchande canadienne

- Monument à la mémoire des marins de la marine marchande du Canada de la province de Québec perdus en mer durant la Seconde Guerre mondiale, Pointe-à-Carcy, Québec, 2002[9]
- Esther Blondin, Chapelle des Sœurs de Sainte Anne, Lachine
- Guy Favreau, Complexe Guy-Favreau, Montréal
- Iris, Parc Jean-Drapeau, île Notre-Dame, Montréal
- Haut-relief, Hôpital de Montréal pour enfants, Montréal
- Les photographes Livernois, Place D'Youville (Québec), 1987
- Grand relief, édifice La Solidarité, ville de Québec, 1960
- Monument à Joseph-Elzéar Bernier, Cimetière Mont-Marie, Lévis
- Monument à Jean-Charles Bonenfant, Bibliothèque de l'Assemblée nationale, Édifice Pamphile-Le May, Québec, 1978
- Statue de Samuel de Champlain, 1967, Assemblée nationale du Québec, Québec
- Monument à Georges Garneau, Plaines d'Abraham, angle av. Georges-VI et av. Garneau, Québec
- Monument à François Montmorency de Laval, Chapelle extérieure, Séminaire de Québec, Québec
- Monument à Félix Leclerc, Île d'Orléans
- Monument à Jean Lesage, Berthier-sur-Mer, 1989
- Monument à René Lévesque, Cégep de la Gaspésie et des Îles, Gaspé , 1989
- Monument à Joseph-François Perrault, École secondaire Joseph-François-Perreault, Québec
- Monument aux Voltigeurs de Québec, Place George-V, Québec, 1990
- Statue de William Lyon Mackenzie King, Colline du Parlement, Ottawa, 1968
- Mother Mary of Providence Horan, Providence Place, Holyoke (Massachusetts), États-Unis
- La fée des bois, Chicoutimi, 1960.

## Musées et collections publiques
- médailles commémoratives, Musée de la Gaspésie
- médaille, 1971, Musée de la civilisation
- Saint Ignace de Loyola et Compagnie de Jésus, plaque commémorative, 1991, Les Soeurs du Bon-Pasteur de Québec
- médaille de reconnaissance, 1990, Musée historique des Soeurs de l'Assomption de la Sainte Vierge
- La Soif, 1955, plâtre, Musée national des beaux-arts du Québec[10]
- La Faim, 1955, plâtre, Musée national des beaux-arts du Québec[11]

## Honneurs
- Membre depuis 1989 de l'Ordre du Canada[12].
- Membre depuis 1998 de l'Académie des Grands Québécois (domaine culturel).

### Autres distinctions
- 1989 : Prix de l'Institut canadien de Québec

## Archives
- Le fonds d’archives Raoul Hunter est conservé au centre d’archives de Québec de Bibliothèque et Archives nationales du Québec[13].